# Storflohöjden
Storflohöjden är ett naturreservat i Ragunda kommun i Jämtlands län.
Området är naturskyddat sedan 2017 och är 31 hektar stort. Reservatet omfattar en sydsluttning på Storflohöjden och består av gran och lövträd som växt upp efter en skogsbrand.